# Pelotomaculum schinkii
Pelotomaculum schinkii è una specie di batterio appartenente alla famiglia delle Peptococcaceae.